# 摩根氏菌属
摩根氏菌属為肠杆菌目摩根菌科的一属好氧或兼性厌氧发酵型革兰氏阴性杆菌。直杆菌，见于人、狗、其他动物和爬虫等的粪便。机会继发性侵染者，分离于菌血症、呼吸道、伤口和尿道感染标本。此属的模式种为摩氏摩根氏菌(Morganella morganii)。

## 下属物种
- 摩氏摩根氏菌 Morganella morganii (Winslow et al. 1919) Fulton 1943
- Morganella psychrotolerans Emborg et al. 2006